# Kirche der Überführung der Reliquien des Hl. Sava (Supnje)

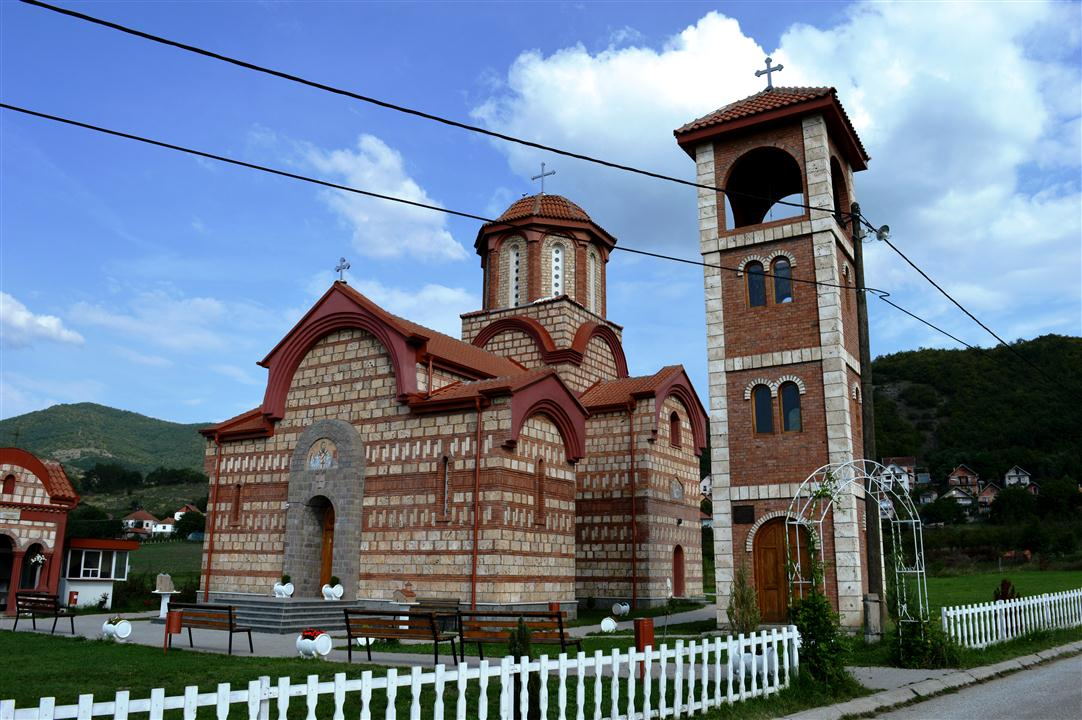
Die Kirche der Überführung der Reliquien des Hl. Sava in Supnje

Die Kirche der Überführung der Reliquien des Hl. Sava (serbisch: Црква преноса моштију светог Саве, Crkva prenosa moštiju svetog Save) ist eine serbisch-orthodoxe Kirche im Dorf Supnje in der Opština Raška im südwestlichen Serbien.
Sie wurde von 2002 bis 2015 erbaut. Das Kirchengebäude ist dem Feiertag geweiht, als die Reliquien des serbischen Nationalheiligen, des ersten Erzbischof und des Erleuchters des serbischen Volkes, Sava von Serbien aus dem bulgarischen Weliko Tarnowo ins Kloster Mileševa im südwestserbischen Gebirgsland etwa 5 km östlich von Prijepolje überführt wurden.
Sie ist die Pfarrkirche der Pfarreien Supnje I und II und der Kirchengemeinde Nikoljačka im Dekanat Novi Pazar, der Eparchie Raška-Prizren der Serbisch-Orthodoxen Kirche.

## Lage
Die Kirche der Überführung der Reliquien des Hl. Sava steht im (östlichen) Dorfzentrum von Supnje,  an der Straße Ulica Igora Nikića unweit der Grundschule des Dorfes. Das um die 4000 Einwohner zählende Dorf liegt unweit der Gemeindehauptstadt Raška an der Mündung des Flusses Raška in den Ibar im Okrug Raška im südwestlichen Zentralserbien.
Im umzäunten Kirchhof stehen südlich neben der Kirche der freistehende Kirchturm und nördlich eine kleine Kapelle zum Kerzen anzünden. Um die Kirche stehen kleine Miniaturmodell verschiedener wichtiger Kirchen und Klöster der Gegend, wie z. B. der Petrova crkva oder des Klosters Sopoćani.

## Geschichte
Im Jahre 2002 begann der Bau der Kirche, als der damalige Bischof Artemije (Radosavljević) der Eparchie die Kirchenfundamente weihte. Die Kirche wurde in den darauffolgenden Jahren durch die Spenden der Bevölkerung erbaut.
Und am 7. Juni 2015 wurde die Kirche vom Bischof Teodosije (Šibalić) der Eparchie Raška-Prizren mit der Assistenz mehrerer Geistlicher und der Anwesenheit von mehreren hunderten Gläubigen der Gegend feierlich eingeweiht.
Für seine großen Verdienste um den Kirchenbau verlieh Bischof Teodoije, Herrn Branislav Marinković aus Raška, den Orden des Hl. Königs Milutin. Außerdem erhielten für ihre Bemühungen die Herrn Vladan und Dragan Milojević und Dragoljub Puzović aus Supnje den bischöflichen Segensbrief.
Die Kirche ist Sitz der zwei Pfarreien von Supnje in der Kirchengemeinde Nikoljačka. Priester der ersten Pfarrei Supnje ist Erzpriester Dejan Nikolić (er wurde bei der Kirchenweihe vom Bischof Teodosije in den Rang eines Erzpriesters erhoben) und Priester der zweiten Pfarrei Supnje ist Priester Mirko Jeremić.

## Architektur
Sie ist in der Form eines Trikonchos konzipiert und erinnert in ihrem Aufbau an die mittelalterliche Morava-Schule, einer traditionellen Stilrichtung des Serbisch-byzantinischen Baustils.
Der Grundriss der Kirche ist ein langgestrecktes griechisches Kreuz, mit einer halbrunden Altar-Apsis im Osten und einer zentralen Rundkuppel, die sich über dem Tambour in der Mitte des Kirchenschiffs erhebt. An der Westseite der Kirche befindet sich der Narthex mit dem Haupteingang der Kirche, über dem sich eine Patronatsikone des hl. Sava befindet. An der Südseite befindet sich ein weiterer Eingang in die Kirche.
Sie besitzt typisch für Orthodoxe Kirchenbauten eine (hölzerne) Ikonostase mitsamt Ikonen. Zurzeit ist das Kircheninnere nicht mit Fresken bemalt.

## Belege
- Artikel über die Kircheneinweihung auf der Seite der Eparchie Raška-Prizren, (serbisch)
- Artikel über die Pfarrei auf der Seite des Dekanats Novi Pazar, (serbisch)
- Information über die Kirche auf der Seite www.raska-turizam.rs, (serbisch)
- Artikel über die Kirchen auf der Seite www.localprayers.com, (serbisch)

Koordinaten: 43° 16′ 48″ N, 20° 37′ 30,5″ O